# Hrvoje Zekanović
Hrvoje Zekanović (Šibenik, 22. travnja 1974.), hrvatski političar, po struci profesor geografije. Trenutno obnaša dužnost zastupnika u Hrvatskom saboru iz redova Hrvatske demokršćanske stranke. Bivši je član i predsjednik Hrvatskih suverenista.

## Životopis

### Rođenje, djetinjstvo i školovanje
Rođen je 22. travnja 1974. u Šibeniku. Njegova majka Zlata bila je Šibenčanka, profesorica hrvatskog jezika i komparativne književnosti, a otac Ivan bio je podrijetlom iz sela Krneza u zadarskom zaleđu te je radio kao profesor latinskog i francuskog jezika. U Šibeniku je završio osnovnu i srednju Medicinsku školu, smjer laborantski tehničar. Završio je Geografski odsjek Prirodoslovno-matematičkog fakulteta u Zagrebu i stekao naslov profesora geografije.

### Mladost
Kao profesor geografije, desetak je godina radio u šibenskim srednjim školama, a od 2008. do 2016. bio je zaposlen u Javnoj ustanovi za zaštitu prirode Šibensko-kninske županije. Bio je osnivač i predsjednik Društva za očuvanje šibenske baštine »Juraj Dalmatinac«. Kao član tog društva bio je jedan od sugovornika Roberta Knjaza u seriji Hrvatski velikani na temu šibenskog znanstvenika Fausta Vrančića, čiju je kuću pokazao u emisiji.
Zekanović je više godina član Vijeća za laike Hrvatske biskupske konferencije. Osnivač je i prvi predsjednik Hrvatskog katoličkog društva biskup Srećko Badurina. Tijekom referenduma o ustavnoj definiciji braka, koji je pokrenula udruga U ime obitelji, bio je koordinator za Šibensko-kninsku županiju.

## Osobni život
Oženjen je Splićankom Teom, s kojom ima tri kćeri: Luciju, Katarinu i Ivanu.

## Politička karijera
Zekanović je 14. listopada 2016. ušao u Hrvatski sabor kao zastupnik Hrasta na popisu Domoljubne koalicije. Od 28. listopada 2016. do 20. travnja 2018. bio je član nekoliko saborskih odbora. U više navrata usprotivio se Istanbulskoj konvenciji i Marakeškom sporazumu koje je Sabor Republike Hrvatske ratificirao. Osnivač je i prvi predsjednik Hrvatskih suverenista. Na parlamentarnim izborima 2020. osvaja više od 5200 preferencijskih glasova na listi Domovinskog pokreta Miroslava Škore u IX. izbornoj jedinici, čime je osigurao zastupničko mjesto u Hrvatskom saboru. Izbačen je iz stranke Hrvatskih suverenista 19. siječnja 2022. te je nastavio obnašati zastupničku dužnost kao nezavisni zastupnik do 13. rujna 2022.godine, kada se učlanio u Hrvatsku demokršćansku stranku (HDS).